# 加尔各答市政法团

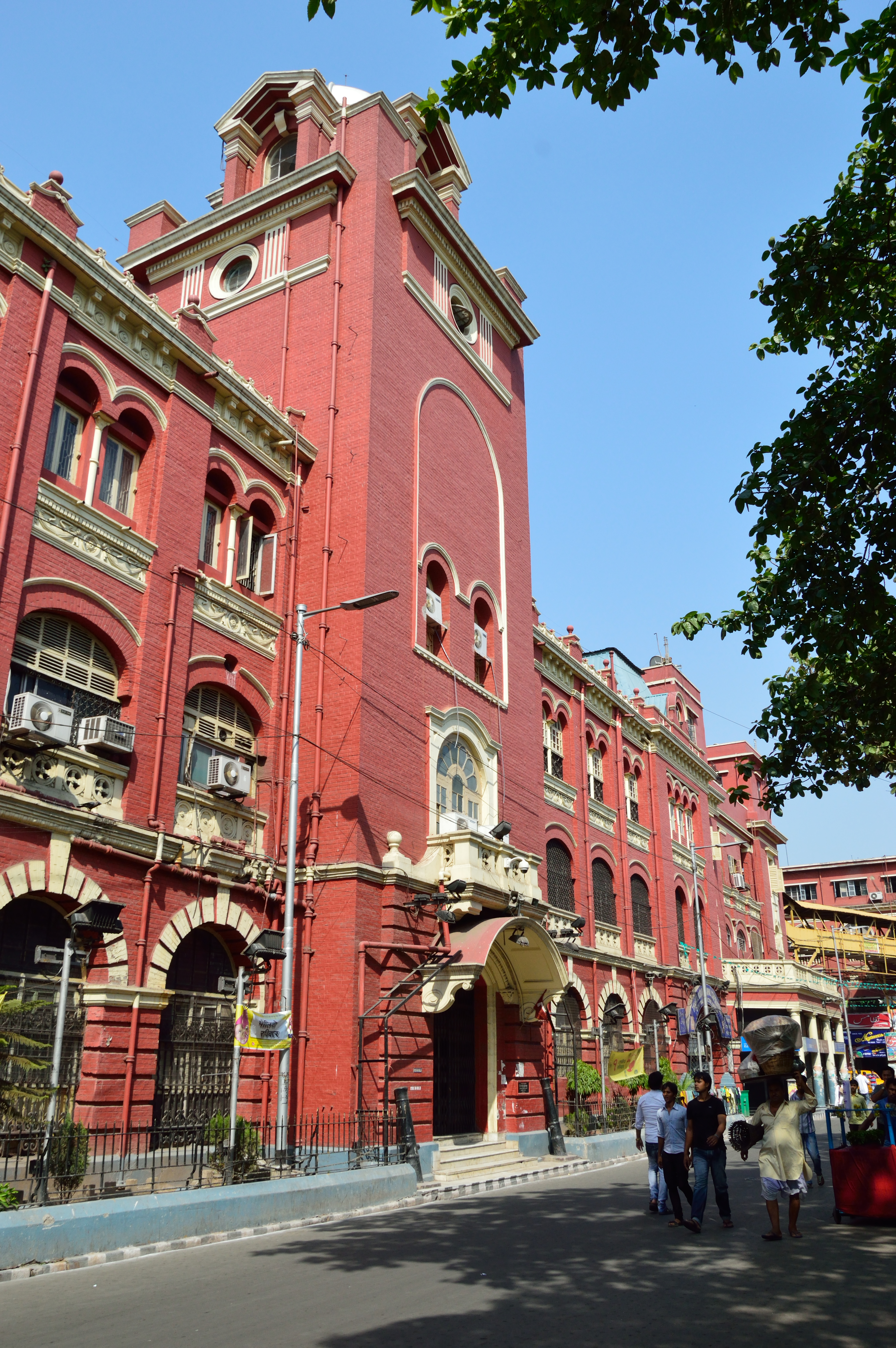
加尔各答市政法团

加尔各答市政法团 (formerly Kolkata Municipal Corporation）负责加尔各答城市的基础设施和行政管理，简称为KMC。辖区面积为185 平方千米。格言为Purosree Bibardhan（孟加拉语）。语言使用孟加拉语和英语。2003年，有人数37,829人。现任市长为Bikash Bhattacharya。

## 服务
- 水的净化与供应
- 污水处理
- 垃圾处理与清洁街道
- 固体废物处理
- 建筑与公路、街道、立交桥养护
- 道路照明
- 维护公园和开放空间
- 公墓与火葬场
- 出生与死亡登记
- 保护遗产建筑
- 疾病控制与免疫
- 公立学校